# Charterhouse Street

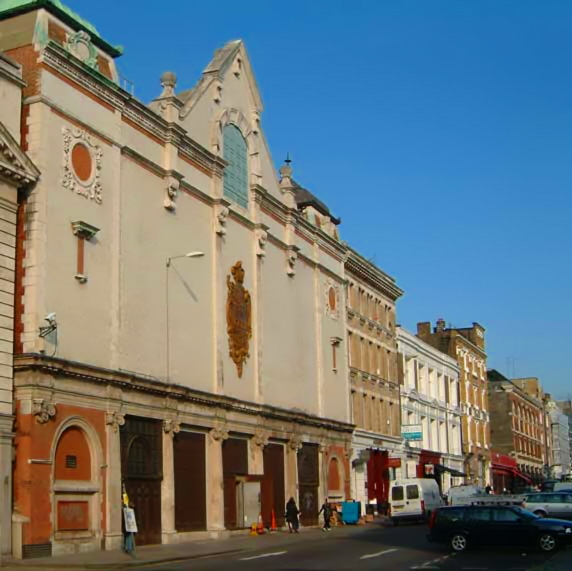
A régi former Central Cold Store a Charterhouse Street-en

A Charterhouse Street egy utca London Smithfield részében, a City északi határán. Ez köti össze a Charterhouse Square-t és a Holborn Circust, miközben átszeli a Farringdon Roadot, és elhalad számos történelmi épület előtt, mint amilyen például a Smithfield Market és a londoni kikötőtársaság történelmi székhelye.
A Charterhouse Street híres gasztronómiaipubjairól, ahova a City munkásai gyakran betérnek, s a klublátogatóknak is az egyik kedvenc helye, itt van például a Fabric night club.
A Charterhouse Streeten van egy 31 MWe teljesítményű kombinált hő- és áramerőmű, amit a Citigen (E.ON) üzemeltet.

## Külső hivatkozások
- LudgateCircus.com: Charterhouse Street[halott link]